# 천마총 금제 허리띠
천마총 금제 허리띠(天馬塚 金製銙帶)는 대한민국 경상북도 경주시 천마총에서 발견된 신라 때 허리띠이다. 1978년 12월 7일 대한민국의 국보 제190호로 지정되었다.

## 개요
천마총에서 발견된 신라 때 허리띠(과대)이다. 천마총은 경주 고분 제155호 무덤으로 불리던 것을 1973년 발굴을 통해 금관, 팔찌 등 많은 유물과 함께 천마도가 발견되어 천마총이라 부르게 되었다.
과대란 직물로 된 띠의 표면에 사각형의 금속판을 붙인 허리띠로 길이 125㎝, 띠드리개(요패)의 길이는 73.5㎝이다.
과대는 뚫은 장식이 있는 44개의 판을 연결하였고, 주변에 9개의 구멍이 있어 가죽에 고정시키게 되어있으며 양끝에 허리띠고리(교구)를 달았다. 과대에서 늘어뜨린 장식은 13줄로 타원형 금판과 사각형 금판으로 연결하였다.
이 허리띠와 띠드리개는 관 안에서 허리에 착용한 상태로 발견되었다.

## 같이 보기
- 천마총

## 참고 자료
- 천마총 금제 허리띠 - 국가유산청 국가유산포털